# Seznam domišljijskih prostorov v slovenski mladinski književnosti
Seznam domišljijskih prostorov v slovenski mladinski književnosti.

## A
Abecedarija

## B
Babičina hiša - 
Butale - 

## C
Cicibanija - 

## Č
Čarobna hišica - 
Čenčarija - 
Čudežni otok - 
Čudovito mesto - 

## D
Daljna dežela - 
Deveta dežela - 
Dežela besed - 
Dežela čarodejev - 
Dežela Čirimurcev - 
Dežela črk - 
Dežela Črkarija - 
Dežela Dober tek - 
Dežela duhcev - 
Dežela odrezanih glav - 
Dežela Pimpan - 
Dežela pravljic in sanj - 
Dežela Slovničarija - 
Dežela smejalka - 
Dežela sončnic - 
Dežela Šamponija - 
Dežela Tamtaram - 
Dežela Tralali - 
Dežela velikanov - 
Dolga pot - 
Drsalna šola -

## G
Gornje mesto - 
Gozd - 

## H
Hiša - 
Hiša groze - 
Hiša iz besed - 
Hiša ob potoku - 
Hiša sanja - 
Hiša strahov - 
Hiša, ki bi rada imela sonce - 
Hišica brez napisa - 
Hišica iz kock - 
Hišica ob morju - 
Hišica v cvetju - 
Hrastov dvorec - 
Hribci - 

## I
Indija Koromandija - 

## K
Kamna vas - 
Klobučarija - 
Kosovirija - 

## L
Leteča hišica - 
Leteča ladja - 
Lila mesto -

## M
Mačja predilnica - 
Mačja šola - 
Mačje mesto - 
Majin mali vrt - 
Mala šola - 
Mavrično mesto - 
Mesto cvetja - 
Mesto duhov - 
Mesto iger - 
Mesto lutk - 
Mesto lutk - 
Mesto ob morju - 
Mesto Petpedi - 
Mesto pod dežnikom - 
Mesto radosti - 
Mesto Rič-Rač - 
Mesto Tutukaj - 
Mesto zvezd - 
Mimosvet - 
Mlin - 
Mlinček - 
Modra špilja - 
Moje mesto -

## N
Nigagrad - 

## O
Osma dežela - 
Ostudna dobrava - 
Otok brez morja - 
Otok Niga - 
Otok smrti - 

## P
Pedenjcarstvo - 
Pedenjemesto - 
Pedenjhišica - 
Pekarna Mišmaš - 
Piskerček - 
Planinska šola - 
Polžja hišica - 
Pot na Lisec - 
Potopljeni otrok - 
Pravljična dežela - 
Pravljični vrt -
Palčkova votlina -

## R
Rdeča hiša - 
Rdeči kanjon - 
Rezija - 
Rimogojnica - 

## S
Samotna hiša - 
Sanjsko mesto - 
Smaragno mesto - 
Stara hiša št. 3 - 
Stekleno mesto -
Smejale -

## Š
Škratovo mesto - 
Šola - 

## T
Tam, kjer je srce doma - 
Tepanje - 
Tisočera mesta - 
Tuja dežela -

## V
Vrtec - 

## Z
Začarana hiša - 
Zakleta dežela - 
Zelena dolina - 
Zlata hišica - 
Zlati grad - 
Zlato mesto - 
Zoo - 

## Ž
Živa hiša - 
Živalski vrt - 
Živalsko mesto - 